# Sloveanca, Sîngerei
Sloveanca este un sat din cadrul comunei Bălășești din raionul Sîngerei, Republica Moldova.

## Demografie
Conform recensământului populației din 2004, satul Sloveanca avea 708 locuitori: 700 moldoveni/români, 5 ruși, 1 ucrainean și 2 persoane cu etnie nedeclarată.